# Ortopedija
Ortopedija (fra. orthopédie) ili ortopedska kirurgija je grana kirurgije koja se bavi bolestima i liječenjem mišićno-koštanog sustava. Ortopedski kirurzi koriste operativne i neoperativne zahvate pri liječenju mišićno-koštanih trauma, sportskih ozljeda, degenerativnih bolesti, infekcija, tumora i kongenitalnih (urođenih) poremećaja.

## Etimologija
Riječ ortopedija prvi puta se upotrebljava na francuskom kao orthopédie, a skovao ju je francuski znanstvenik Nicholas Andry od grčke riječi orthos („ispravno“, „ravno“) i paidion („dijete“). Prvi puta koristi riječi u svojoj knjizi Orthopédie (Ortopedija), objavljenoj 1741. a koja je bila usmjerena ka ispravljanju i sprječavanju deformiteta kod djece.
Iako se ova disciplina u početku razvila s glavnim naglaskom na dječju populaciju, ona se znatno proširila, te glavni temelj ortopedije i ortopedske kirurgije postaje ispravljanje deformiteta kralježnice i kostiju u svim životnim razdobljima.  

## Povijest

### Rana ortopedija
Mnoga otkrića i pomaci u ortopedskoj kirurgiji nastali su kao rezultat okolnosti i potreba tijekom ratnih razdoblja. Na bojištima srednjeg vijeka ranjenicima su se stavljali zavoji natopljeni krvlju konja koja bi se osušila te potom formirala čvrstu, ali ne i u potpunosti higijenski očišćenu ranu.
Izvorno, pojam ortopedije označavao je ispravljanje deformiteta mišićno-koštanog sustava kod djece. Nicolas Andry, profesor medicine na Sveučilištu u Parizu, skovao je pojam i upotrijebio ga u prvom udžbeniku pisanom na tu temu 1741. godine. Zalagao se za upotrebu vježbanja, manipulacije i udlaga za liječenje deformiteta kod djece. Njegova knjiga bila je namijenjena roditeljima, a osim ortopedske problematike s kakvom se susrećemo i danas, knjiga je sadržavala i teme poput prekomjernog znojenja dlanova i pjega.
Jean-André Venel osnovao je prvi ortopedski institut 1780. godine, koji je ujedno bio i prva bolnica posvećena liječenju dječjih skeletnih deformiteta. Razvio je cipelu za stopala za djecu koja su rođena s deformitetima poput Pes equinovarus te različite metode liječenja zakrivljene kralježnice.
U 18. stoljeću povećava se raspon novih metoda za učinkovito liječenje u ortopediji kroz značajne napretke u liječenju tetiva Johna Huntera te istraživanja spinalnih deformiteta Percivala Potta. Antonius Mathijsen, nizozemski vojni kirurg, izumio je gips 1851. za potrebe imobilizacije kostiju.
Međutim, sve do 1890-ih, ortopedija je još uvijek bila istraživačka grana ograničena na ispravak deformiteta kod djece. Jedan od prvih kirurških zahvata koji se razvio bio je perkutana tenotomija. Ona je uključivala rezanje tetive, izvorno Ahilove tetive, a cilj joj je bio liječenje deformiteta, zajedno s protezama i vježbom. Kasnih 1800-ih te tijekom prvih desetljeća 1900-ih godina došlo je do značajnih polemika o tome treba li ortopedija uključivati kirurške zahvate.

### Moderna ortopedija
Neki od ljudi koji su doprinijeli razvoju moderne ortopedije bili su Hugh Owen Thomas, kirurg iz Walesa, i njegov nećak Robert Jones. Thomas se bavio pretežito mišićno-koštanim problemima, prijelomima i namještanjem kostiju, a zalagao se za mirovanje kao najbolji lijek za prijelome kostiju. Tvorac je takozvane „Thomasove udlage“, koja je služi za stabiliziranje prijeloma bedrene kosti i sprječavanje infekcije. Zaslužan je i za mnoge druge medicinske inovacije, poput „Thomasova ovratnika“ za vratnu kralježnicu, „Thomasova postupka“ za prijelome kuka, „Thomasova testa“ za otkrivanje deformiteta kuka i mnoge druge.
Robert Jones, Thomasov nećak, bio je kirurg britanske vojske tijekom Prvog svjetskog rata. Primijetio je da je liječenje prijeloma na bojištu, kao i u bolnicama kod kuće neadekvatno, a njegovi su napori doveli do uvođenja vojnih ortopedskih bolnica. Imenovan je inspektorom vojne ortopedije, te bio zadužen za više od 30 000 kreveta. Bolnica u Ducane Roadu, u Hammersmithu postala je model za britanske i američke vojne ortopedske bolnice. Njegovo zagovaranje korištenja Thomasove udlage za početno liječenje prijeloma femura smanjilo je stopu smrtnosti zbog prijeloma femura s 87% na manje od 8% u razdoblju od 1916. do 1918. godine.
Njemački kirurg Gerhard Küntscher pokrenuo je korištenje intramedularnih šipki (poznatih i kao čavli) za liječenje fraktura femura i tibije, što je značajno pospješilo vrijeme oporavka ozlijeđenih njemačkih vojnika tijekom Drugog svjetskog rata, nakon čega se počinju upotrebljavati i u ostatku svijeta. Međutim, intramedularna fiksacija je popularizirana tek u kasnim 1970-im godinama u Seattlu kada postaje i standard u liječenju bedrenih prijeloma.
Ostala značajna imena moderne ortopedije bila su Sir John Charnley, začetnik potpune zamjene kuka, McIntosh kao začetnik zamjene koljena kod pacijenata s reumatoidnim artritisom, Gunston i Marmor kod pacijenata s osteoartritisom, te Gavril Abramovich Ilizarov koji je razvio metodu vanjske fiksacije za preoblikovanje i produženje kostiju udova.
|  | Molimo pročitajte upozorenje o korištenju medicinskih informacija. Ne provodite liječenje bez savjetovanja s liječnikom! |

## Ortopedija u praksi
Ortopedija se danas bavi nizom bolesti, ozljeda i zdravstvenih stanja mišićno-koštanog sustava, a neka od glavnih područja djelovanja uključuju bolesti kralježnice, mišićno-koštane traume, degenerativne bolesti, sportske ozljede, infekcije, tumore i urođene bolesti.
Ortopedska kirurgija može se podijeliti na kirurgiju zgloba, kirurgiju kralježnice, kirurgiju stopala i gležnja, kirurgiju šake, dječju ortopediju te ortopedsku onkologiju, a neki od najčešćih zahvata koji se danas obavljaju u sklopu ortopedske kirurgije uključuju redom navedene:
1. Artroskopija koljena i meniscektomija
2. Artroskopija i dekompresija ramena
3. Operacija karpalnog tunela
4. Rekonstrukcija prednjeg križnog ligamenta
5. Zamjena koljena
6. Popravak prijeloma vrata bedrene kosti
7. Popravak prijeloma bedrene kosti
8. Debridman kože/mišića/kosti/prijeloma
9. Popravak meniskusa artroskopijom koljena
10. Zamjena kuka
11. Artroskopija ramena
12. Popravak prijeloma lakatne kosti
13. Laminektomija
14. Popravak prijeloma gležnja
15. Spinalna fuzija

## Artroskopija
Japanski liječnik Masaki Watanabe začetnik je artroskopije i artroskopskih zahvata u ortopediji. Od 1950. počinje razvijati i koristiti u praksi minimalno invazivne operacije hrskavice i rekonstrukcije puknuća ligamenata. Artroskopski zahvati značajno su smanjili vrijeme oporavka pacijenata – s nekoliko tjedana na nekoliko dana, te smanjili potrebu konvencionalnih „otvorenih“ kirurških zahvata. Artroskopija koljena danas je jedna od najčešćih operacija koje obavljaju ortopedski kirurzi i često se kombinira s meniscektomijom ili hondroplastikom. Većina ortopedskih postupaka gornjih ekstremiteta sada se obavlja artroskopski.

## Artroplastika
Artroplastika dio je ortopedske kirurgije, gdje se zglobna površina mišićno-koštanog zgloba zamjenjuje, preoblikuje ili poravnava osteotomijom ili nekim drugim postupkom. Radi se o oblikovanju promijenjenog (traumatski, upalno ili degenerativno) zgloba pomoću umjetnih zglobova – endoproteza.
Artroplastika se radi s ciljem smanjivanja boli i vraćanja funkcije zgloba nakon oštećenja koje je uzrokovao artritis ili neka druga vrsta traume. Zahvati artroplastike najčešće uključuju zamjene zglobova kuka, ramena, lakta, zgloba, gležnja, kralježnice i zglobova prstiju.